# Rezső Dillinger
Rezső Dillinger foi um patinador artístico húngaro. Ele conquistou com Lucy Galló uma medalha de bronze em campeonatos mundiais e foi bicampeãuma medalha de bronze campeonatos europeus.

## Principais resultados

### Com Lucy Galló
| Campeonato Mundial |     | Medalha de bronze |  |  |  |  |  |  |  |  |  |  |  |  |  |
| Campeonato Europeu | 4.º | Medalha de bronze |  |  |  |  |  |  |  |  |  |  |  |  |  |
|                    |     |                   |  |  |  |  |  |  |  |  |  |  |  |  |  |